# 공공경제학
공공 경제학(公共経済学,영어: Public economics)는 정부나 지방 자치 단체 등의 공공 부문이 행하는 경제 활동을 경제학의 측면에서 분석하는 학문이다. 또 공공 부문과 민간 부문의 사업 분담의 관련해 시장 실패의 문제, 소득 분배의 공평성 문제, 사회적 의사 결정 기구의 문제 등도 다룬다.

## 역사
1970년대 피터 다이아몬드와 제임스 멀리스의 논문을 통해 재정학이 경제학의 한 분야로 인식되기 시작한 뒤 토니 앳킨슨과 조지프 스티글리츠의 저작 《공공경제학 강의》를 통해 공공경제학이란 용어가 사용되기 시작했다. 재정학은 시장 실패로 보이지 않는 손이 모든 경제 문제를 해결할 수 없다는 것을 인식하기 시작하였을 때부터 시작되었다. 후에 데이비드 리카도가 조세귀착의 관점에서 분배 이론을 주장하고 아서 세실 피구가 총회생최소화 원칙을 기본 규범으로 내세운 재정학연구를 출판하면서 근대적 의미의 재정학이 등장했다. 1930년대에 들어 세계경제가 대공황을 겪으면서 거시재정정책이 중요해졌고 이에 따라 케인스 모형이 재정학에서 중요하게 다뤄지기 시작했다. 1940년대에는 헨리 캘버트 시몬스의 소득의 정의와 지불 능력의 측정에서 비롯된 소득세와 같은 주제들이 다뤄졌다. 1950년대에는 일반균형이론이 등장하면서 경제학의 관심사가 거시적 측면에서 미시적 측면으로 이동했고 재정학의 관심사는 기존의 조세 측면에서 정부지출 측면으로 이동했다. 후에 폴 새뮤얼슨에 의해 공공재를 효율적으로 공급하기 위한 조건이 제시되었고 공공재의 공급에 있어 무임승차 문제를 해결하기 위한 연구와 지방재정이론에 대한 연구가 이뤄졌다. 리차드 머스그레이브는 《재정학 이론》을 출간하였는데, 이 책은 1970년대까지 재정학 교과서로 사용되었다. 1960년대 들어서 정부를 효율성과 공평성의 조화를 통해 공공정책을 수행하는 역할로 간주했던 기존의 재정학이 정부 실패의 가능성, 정치인과 관료의 전략적 행위를 통한 자원배분 왜곡 문제, 의사결정 제도 등에 대한 경제학적 연구를 중심으로 발전하였다. 이 과정에서 공공선택 이론이 발전하였다.

## 공공경제학의 정의
공공경제학은 자원 배분의 효율성과 소득 분배의 형평성의 달성을 목적으로 공공경제 부문을 분석하는 학문 분야이다.
이러한 조건들이 충족되지 않을 때, 시장은 최적의 자원 배분을 달성할 수 없으므로, 그것을 시장 실패라고 부른다. 이 때 공공경제 부문이 시장에 개입해 시장 기능을 보강하거나 또는 시장 기능이 전혀 마비된 경우에는 다른 자원 배분 기구를 마련하고, 최적의 자원 배분을 실현하는 것이 요구된다.
두번째로 시장에 의한 소득 분배는 반드시 공평성이라는 사회적 윤리 기준을 충족할 수는 없다. 이 경우 공공경제 부문이 사회 보장 정책 등에 의한 공평한 소득 분배를 달성하기 위해 개입할 필요가 있다.

## 접근 방식
경제학은 시장을 전제로 하고 그 중에서 재산 등의 생산, 분배, 소비의 문제를 연구하는 것이 많다. 그러나 제2차 세계 대전 이후 환경 문제, 도시 문제, 복지 문제에 관심이 고조되어 비시장적 분야에서 공공 서비스의 제공 및 공공 교통, 수도 사업 등의 준공공재를 제공하는 공공 부문의 경제 활동과 그 자원 배분 문제에 경제 분석의 방법을 확대시키는 것이 필요했다. 이러한 비시장적 분야와 공공재 또는 준공공재를 대상으로 하는 경제학은 마이크로 분석의 후생경제학과 연계되어 공공경제학으로 발전했다.

## 공공경제학의 발전
과거에 공공부문의 경제 활동, 또는 민간 경제에 대한 간섭 문제는 재정학 혹은 후생 경제학의 영역에서 다루어지고 있었다. 이것이 1960년대 이후, 공공경제학이라는 영역의 문제가 된 것은 다음의 3가지 이유 때문이라고 여겨진다.
첫번째로 공공부문의 양적 질적 확대를 들 수 있다. 양적으로 보면 정부 지출이 명목 GDP에서 차지하는 비율은 선진 자본주의 국가에서는 10%에서 20%이다. 또 재정 규모로 봐도 국민 소득 대비 조세 세외 부담률은 낮은 나라도 25% 높은 나라는 50%까지 되어 있다. 이러한 공공 부문의 양적 확대는 공공 부문이 민간 경제에 끼치는 영향을 보다 중대하게 만들었다. 질적 확대에 대해서도 의료, 주택, 교육 등의 면에서 순수공공재로부터 사적재에 가까운 것까지 공공 부문에 의해 공급되게 되었다. 또 사회 보장 제도의 확충, 혹은 소득 재분배 면에서 공공 부문의 활동 강화를 국민들이 원하게 되어 공공 부문이 더욱 확대됐다.
두번째로 시장에서 거래되지 않는 재화의 증대와 동시에 그러한 재화의 최적 공급 및 비용 부담 방법을 결정하는 문제가 생기고, 그 때문에 정치 기구에 의한 의사 결정 분석이 필요됐다.
세번째로 재정학, 후생경제학에는 이미 정착되어 있는 이미지가 있어서 거기서 양측에서 생각하는 분야와는 약간 다른 더 넓은 분야 혹은 양쪽에 공통되는 분야를 다루는 것으로서 공공 경제학이라는 말이 이용되게 되었다.
이상과 같은 이유로 공공경제학은 재정학, 후생경제학을 포함한 보다 넓은 학문 영역으로서 발전해 왔다.

## 같이 보기
- 교육경제학
- 보건경제학
- 혼합 경제
- 재정
- 후생경제학
- 제임스 M. 뷰캐넌
- 조지 스티글러
- 조지프 스티글리츠
- 얀 틴베르헌

## 참고 문헌
- P. Samuelson,"The pure theory of public expenditure,"Review of Economics and Statistics,1954.